# Bistum Araçatuba
Das Bistum Araçatuba (lat. Dioecesis Arassatubensis, port. Diocese de Araçatuba) ist eine in Brasilien gelegene römisch-katholische Diözese mit Sitz in Araçatuba im Bundesstaat São Paulo.

## Geschichte
Das Bistum Araçatuba wurde am 23. März 1994 durch Papst Johannes Paul II. mit der Apostolischen Konstitution Progrediens usque aus Gebietsabtretungen des Bistums Lins errichtet und dem Erzbistum Botucatu als Suffraganbistum unterstellt.

## Bischöfe von Araçatuba
- José Carlos Castanho de Almeida, 1994–2003
- Sérgio Krzywy, seit 2004